# 機動戦
機動戦（きどうせん）は、火力ではなく主に機動により遂行される戦闘の形態である。
一般に攻撃力は、自らの移動能力と敵への物理的加害力の合算、または乗算だと考えられており、機動戦は移動能力の発揮を主眼においた戦闘であるといえる。
また、機動の速度のみならず、意思決定の適切と速度においても敵に優越することで、敵に不利な態勢を強要して主導性を獲得するという戦術については、とくに機略戦（英: Maneuver warfare）と称される。

## 概要
機動が戦闘においておよぼす効果には、彼我の戦力の相対的位置に与える物質的な効果と、特定の行動を誘導する心理的な効果の二つの側面がある。まず、機動を通じて戦力を相手の弱点である後方連絡線へと差し向けることができれば、敵を包囲または孤立させることが可能となる。クラウゼヴィッツは、内線および外線作戦に関する研究の中で、外線で行動する部隊は相手に対して諸方面から同時に攻撃し、かつ敵の退路を遮断することが可能となると論じている。次に機動によって相手の指揮官が自らにとって側面や後方の安全を確保するよう誘導することも可能である。リデル・ハートは、作戦を成功させるためには機動の心的側面において奇襲を成功させることが不可欠であると主張しており、そのためには牽制によって相手の注意と戦力を別方面に分散させて攪乱した後に攻撃を行う間接アプローチの方法を推奨している。さらに、近代の機動戦の理論では機動の時間的な効果が含まれている。ドイツ軍で開発された訓令戦術（Auftragstaktik）、機械化戦闘、そして、電撃戦（Blitzkrieg）の教義は、相手の機動を圧倒する機動力を以って戦いの主導権を獲得する可能性をもたらした。後にイギリスやアメリカでもボイドなどの研究者によって機動戦の研究が進み、現在ではアメリカ海兵隊公式の戦闘教義として位置づけられており、アメリカ陸軍の野戦教範にも反映されている。
機動戦が実際に行われた古典的な戦闘としてしばしば参照される最古の戦史は、紀元前490年のマラトンの戦いであり、この戦闘でギリシア軍がペルシア軍の左右両翼に対する包囲機動を成功させて決定的な勝利を収めた。火器が開発されてからの戦史の中ではロイテンの戦いの例がある。この戦闘ではオーストリア軍に対してプロイセン軍が地形を利用しながら相手の左翼に展開することでオーストリア軍に全面的な陣形転換と退却を強要することができた。ナポレオン時代においては機動は戦闘で重要な地位を占めており、ウルムの戦いではフランス軍が迅速にオーストリア軍の背後に展開したことがその後のフランスの勝利をもたらした。第二次世界大戦においてドイツがポーランド侵攻で電撃戦を実践したことは、機械化部隊の高度な戦闘効率を実証するものであった。そしてこの戦争中に電波航法が実用化された。戦後の冷戦期においては朝鮮戦争の研究を通じて航空機の有効性が明確になった。獲得した航空優勢を機動戦に活用することとはエア・ランドと呼ばれる戦闘教義として確立され、同時により迅速な判断が求められる機動戦に適用できる意思決定サイクルが整理される。

## 戦闘の歴史
戦闘での攻撃力の移り変わりの歴史を以下に示す。
運動戦
歩兵のみが戦う古代や、騎兵が登場する中世においても戦闘での攻撃力は運動能力が大きな比重を占めていた。例えば、中世での戦闘は攻城戦と格闘戦の2種に大別され、城と騎兵がその時代の代表的な兵器であった。当時の加害方法は剣や槍、矢といった人力で生み出せるエネルギー量のものにほぼ限定され、非力な加害力は移動能力で補われた。
敵味方双方が同数の兵士より構成される格闘戦では、騎馬のように優れた移動能力を持った側が有利であり、攻撃力の観点からはこの時代を運動戦と呼べる。
火力戦
火薬の発明によって火砲が作られると、敵への物理的加害力はそれまでの人力で扱う兵器に比べて桁違いに大きくなり、相対的に移動能力の価値は低下した。火砲による攻撃を避けるには人の足や馬匹による移動速度では遅く、兵士の身を守るためには土塁やトレンチによる塹壕戦が出現した。攻撃力の観点からはこの時代を火力戦と呼べる。火力戦の末期に初期の戦車が登場したが、移動速度の点ではまだ遅く、防護力によって塹壕戦へ変化をもたらしたが決定的ではなかった。
機動戦
中世の騎兵が運動戦を戦ったように、近代の戦闘車両が内燃機関という機械力での高速移動能力を得ると大砲の打撃力を格段に有効利用できるようになり、機動戦の時代になった。

## 各個撃破と遊兵
ランチェスターの法則が示すように、敵味方の兵力差によって生じる戦果の差は、単純な整数比となって導かれるものではなく、双方が敵兵力の2乗の被害を受けるような差となって現れる。例えば5対3の兵力が戦闘すれば、25対9といった3倍ほどの被害差を生じ、多数側の5の方が1だけ損耗して4となった時点では少数側の3の側は1の3倍、つまり3すべてが損耗して全滅してしまうという事になる。
このような彼我の加害力差に基づく損耗度合いの計算は、必ずしも2乗といった切りの良い数値ではないが、双方の条件が同じであればおおむね乗数によって計算できると実戦で実証され、このことが兵力の集中使用の優位性を理論付け、機動戦による各個撃破や補給線への攻撃といった加害力をほとんど持たない敵への攻撃の実効性を説明している。反対に、多くの遊兵を持ったままの軍隊は、敵に各個撃破されるのを待っているといえる。
現代型の戦闘では、可能な限り利用可能な加害力をすべて同時に敵に指向する方が有利であり、このことによって戦闘は自ずと機動戦の性格を帯びる。

## 機動の3要素
突破
突破では、敵陣に突破口を開け、突破口を拡大させ、敵を個別に分断した後、各個撃破する。
迂回
迂回では、戦闘準備の整った優勢な敵を避けて、戦闘準備の整っていない劣勢な敵を求めて移動する。
包囲
包囲では、敵を正面で捉えながら残る勢力で敵の退路を断つよう位置をとり、包囲の輪を縮める、最後に敵の側背を主力で攻撃し、殲滅を図る。

## クラウゼヴィッツ
カール・フォン・クラウゼヴィッツは、機動戦を「戦争における速度の重要性をより具現化したもの」と定義した。戦争においては物理の次の公式から戦闘における速度の重要性が確認できる。
{\displaystyle f=mv^{2}}打撃力{\displaystyle f}は兵力{\displaystyle m}と速度{\displaystyle v}の二乗に比例する
彼によれば、機動戦は速度を活かした戦闘や戦争全般の事を指す。

## 機動戦の例
- 大規模な機動戦は、第二次世界大戦初期のドイツ国防軍が展開した通称「電撃戦」がある。ハインツ・グデーリアンが機動戦の重要性を提唱した。

## 機略戦
機略戦（Maneuver warfare）は、機動戦コンセプトに心理的側面を加味したものである。その要諦は、機動の速度と意思決定の速度の優越によって敵の先手を打ち、不利な態勢を強要して、戦闘を続行する意思を喪失させることにある。
通常、軍隊組織においては、上級司令部に意思決定を委託して、大掛かりなOODAループが形成される。これに対し、機略戦コンセプトを採択した軍隊においては、このような在来型意思決定モデルに対して速度面の優越を確保するため、各階梯での個々のOODAループの形成が奨励される。すなわち、下級指揮官が自主的に意思決定を行うことにより、上級司令部の指示を仰ぐ時間を省いて、情勢変化に対して迅速に対処できるようにするのである。
古典的な機略戦コンセプトにおいては、意思決定の速度の多くが、下級指揮官の自主性と大胆さに依存しており、下級指揮官が常に正しい意思決定を行える保証はなく、作戦の円滑な遂行は、高度の訓練と多分の運にかかっていた。このことから、アメリカ軍は、高度のC4Iシステムによって各階梯で情報共有を実現することで、各級指揮官の意思決定を確実ならしめるシステムを構築している。これは、ネットワーク中心の戦い（NCW）コンセプトに組み込まれ、全軍で採択されている。
ただし、NCWコンセプトは、高度C4Iシステムへの接続が断たれた場合、遂行することができなくなる。このことから、イラク戦争においては、状況に応じて機略戦コンセプトに立ち返っての戦闘指導がなされたことが報告されている。